# Els Visser
Els Visser (1990) es una deportista neerlandesa que compite en triatlón. Ganó una medalla de oro en el Campeonato Europeo de Triatlón de Larga Distancia de 2023.

## Palmarés internacional
| Campeonato Europeo | Campeonato Europeo    | Campeonato Europeo | Campeonato Europeo |
| Año                | Lugar                 | Medalla            | Prueba             |
| ------------------ | --------------------- | ------------------ | ------------------ |
| 2023               | Almere (Países Bajos) | Medalla de oro     | Individual         |